# ヒット (企業)
株式会社ヒットは、東京都内で屋外広告を展開する広告代理店である。1991年2月8日に「株式会社ヒットコーポレーション」として設立、2008年8月8日に「株式会社ヒット」に社名変更した。

## 概要
同社の屋外広告は、主にドライバー向けの首都高速道路沿線のものと、若者向けの渋谷などの街頭のものが主である。
録画機器や衛星放送の普及などで効果が低下したといわれるテレビCMや、サイズに制約のあるJRなどの交通広告との差別化を強みとしている。2014年6月には、渋谷スクランブル交差点に面して高さ17.3メートル、幅24.3メートルの日本最大級のLEDビジョン「シブハチヒットビジョン」が点灯を開始した。また、2016年3月には、大阪道頓堀にて、「TSUTAYA EBISUBASHI HIT VISION」が点灯を開始した。。
2025年7月4日に東京証券取引所グロース市場に上場。